# フェンテルミン
フェンテルミン（英: Phentermine、（phenyl–tertiary-butyl–amine））は、イオナミン（英: Ionamin）などの製品名で販売されている医薬品であり、肥満の治療に用いられ、食事療法や運動療法と併用される。投与法は経口により最長数週間とされる。数週間後には有益な効果はみられなくなる。フェンテルミン・トピラマートの合剤としても利用できる。
一般的な副作用には、速い心拍、高血圧、睡眠障害、めまい、落ち着きがなくなるなどがあげられる。重度の副作用には、肺高血圧、心臓弁膜症、乱用などがあげられる。妊娠中や授乳中の人の服用は推奨されない。選択的セロトニン再取り込み阻害薬やモノアミン酸化酵素阻害薬との併用は推奨されない。作用機序は食欲抑制を促す中枢神経系精神刺激薬のような働きをする。科学的にフェンテルミンは、置換アンフェタミン類である。
フェンテルミンが米国で医薬品として承認されたのは1959年である。後発医薬品として入手できる。米国での卸売価格は1か月分で約2.55米ドルである。2017年の米国で210番目に最も一般的に処方された医薬品であり、その処方件数は200万件を超える。フェンテルミンは2000年に英国の市場から撤退したが、その前にはフェンテルミンが含まれる合剤のフェンフェン（フェンフルラミン・フェンテルミン）が副作用を理由に1997年に市場から撤退している。